# محکومین بهشت
محکومین بهشت فیلمی به کارگردانی  و نویسندگی حجت الله سیفی ساختهٔ سال ۱۳۸۴ است.

## بازیگران
- محمود عزیزی
- مهدی میامی
- محمود نظرعلیان
- خزان شمس
- بهروز نیک اخلاق
- افسانه پاکرو
- کاوه سماک باشی
- زری اماد
- کاظم نجارزاده
- احمد اکبری
- فریبا آقاپور
- فرحناز اصغری
- ندا مقصودی
- محمدرضا عطایی فر
- اکبر احمدی